# La Belle Nani
La Belle Nani (ou « portrait d'une femme vénitienne ») est une peinture à l'huile sur toile représentant une riche femme vénitienne de la noblesse, peinte par Véronèse vers 1560. L'œuvre est conservée au Musée du Louvre. 

## Description
La femme, représentée à mi-corps de face, est vêtue à la mode de Venise de l'époque, notamment son large décolleté et ses riches parures. L'attitude réservée et l'anneau à la main gauche montrent qu'il s'agit d'une femme mariée. L'identité du sujet reste cependant inconnue. Le nom de Nani est celui de la famille supposée autrefois être propriétaire du tableau, et une légende voudrait que le modèle soit de cette famille. Ce tableau est considéré comme un des plus beaux portraits  féminins du  XVIe siècle. Véronèse a réalisé peu de portraits féminins : on n'en connaît que six. 

## Postérité
La peinture fait partie du musée imaginaire de l'historien français Paul Veyne, qui le décrit dans son ouvrage justement intitulé Mon musée imaginaire.